# Турин (Сальвадор)
Турин (исп. Turín) — муниципалитет в департаменте Ауачапан на западе Сальвадора. Статус малого города с 1890 года.
Территория — 21,7 км². Население — 9 997 чел. (2007). Святой покровитель — святой Иосиф Обручник, чей праздник отмечается 19 марта. Особенно отмечается местными жителями также праздник Святого Семейства.

## География
Город расположен на вулканическом хребте Апанека-Льяматепека. Отличительная черта — отсутствие рек. Разделён на 2 кантона городской и сельской местности по 1,2 км² и 20,5 км² соответственно. Средняя высота в городе составляет 649 м. Турин не имеет рек на своей территории, ближайшая река Салитре, которая расположена в районе муниципалитета Атикисайа.

## История города
Турин был основан народом покоманес из группы майя-киче. Затем он был завоёван племенами пипиль, после колонизирован европейцами. Декретом от 21 февраля 1878 года со статусом села под названием Ринкон-де-ла-Мадера был включён в состав малого города Атикисайа.
Новый город Турин был построен в районе между городами Атикисайа и Ауачапан в 1890 году. Здесь были возведены ратуша, дома, церковь и приходская. На время основания, население Турина составляло 1 046 жителей.

## Экономика

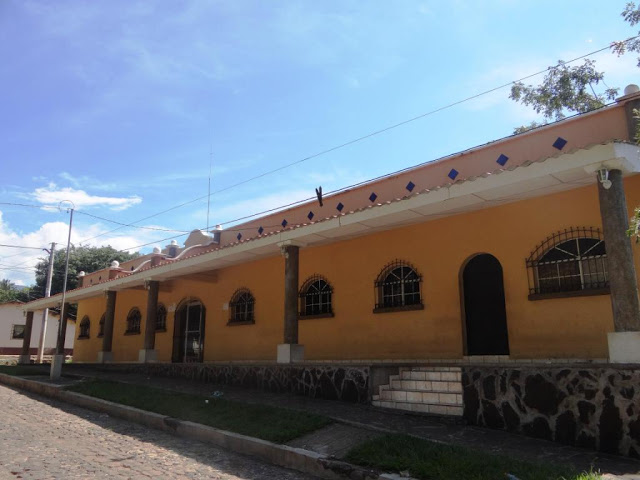

Широкие городские улицы покрыты асфальтом, бетоном или вымощены. Приходской храм был разрушен в ходе землетрясения в середине XX века. На его фундаменте была построена новая церковь. От прежнего храма сохранился сад и небольшой павильон, где хранятся древние колокола.
В городе открыты два парка, один из которых расположен в перед фасадом приходской церкви, другой в пригороде Баррио-Эль-Сокорро, который был построен и открыт в 2011 году. В последнем построены каток, теннисный корт и аттракционы для семейного отдыха. Особой популярностью у местных жителей пользуется футбол.
Основными производимыми культурами являются кофе и другие зерновые. Также производятся корзины из бамбука.

## Мероприятия
Праздник в честь святого Иосифа Обручника и Святого Семейства, по местной традиции, отмечается с 12 по 19 марта. В 1860 году их образы, ныне хранящиеся в Турине, привезли в Гватемалу сеньоры Куриано Молина и Сильвано Молина, по заказу Габриэль Молина. Они были приобретены за восемь серебряных реалов.